# Парк ім. Т. Г. Шевченка (Линовиця)
Парк ім. Т. Г. Шевче́нка (інша назва — Парк Якова де Бальмена) — ботанічна пам'ятка природи місцевого значення в Україні. Розташована в межах Прилуцького району Чернігівської області, у центральній частині смт Линовиця. 

## Опис
Площа 16,6 га. Статус дано згідно з рішенням Чернігівського облвиконкому від 10.06.1972 року № 303; від 27.12.1984 року № 454; від 28.08.1989 року № 164; рішення Чернігівської обласної ради від 29.11.2006 року. Перебуває у віданні: Линовицька селищна рада. 
На території парку розташована ботанічна пам'ятка природи — Багатовіковий дуб «Три брати».

## Історія

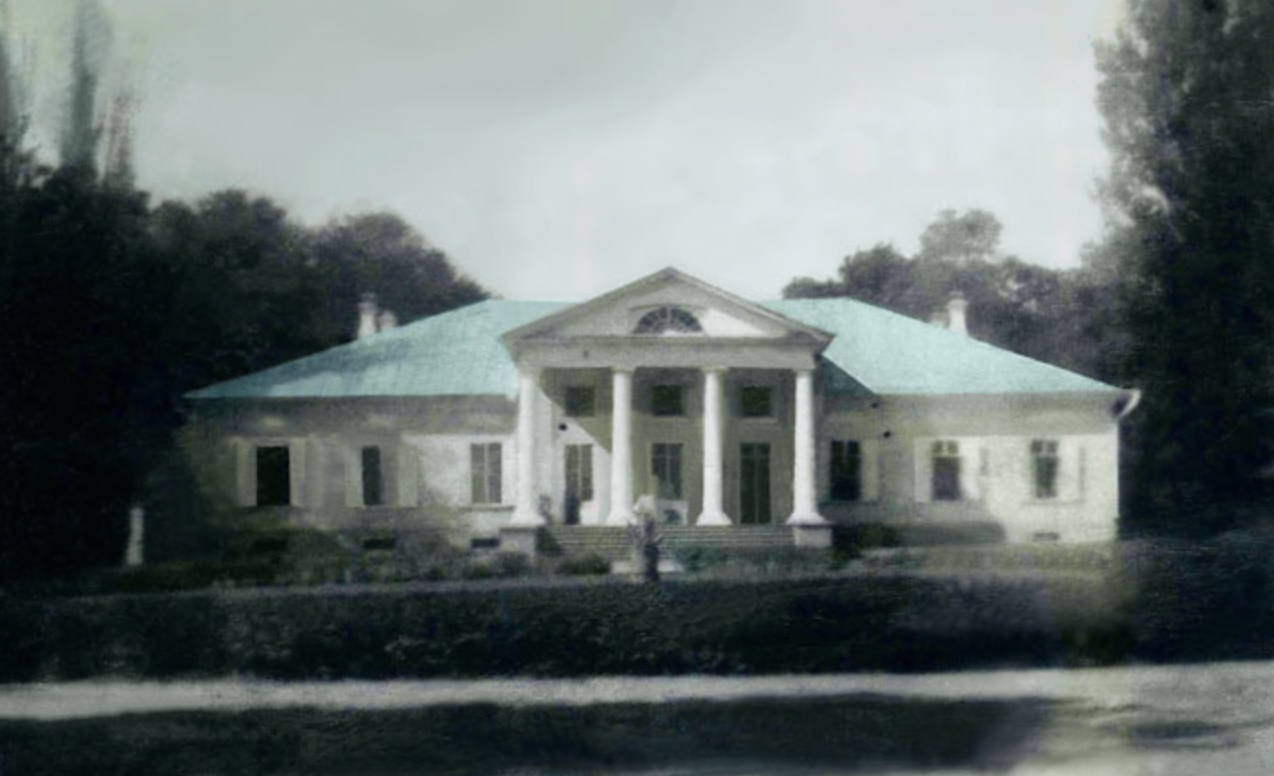
Садиба графів де Бальменів на фото 1917 року

Статус дано для збереження парку, закладеного на місці маєтку Якова де Бальмена. В парку і маєтку бував Тарас Шевченко. 

## Галерея

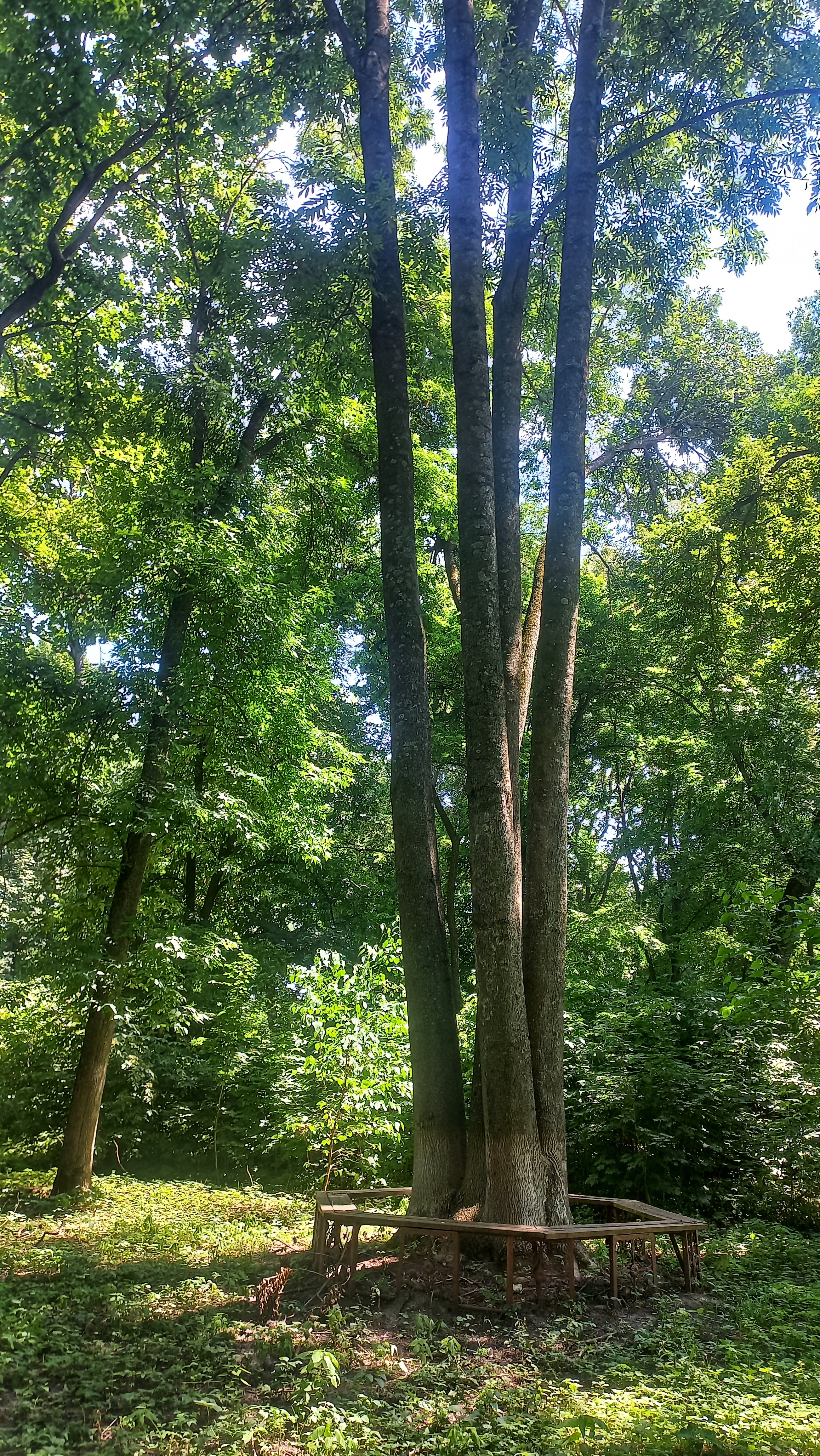
Стовбур ясена 4 брати
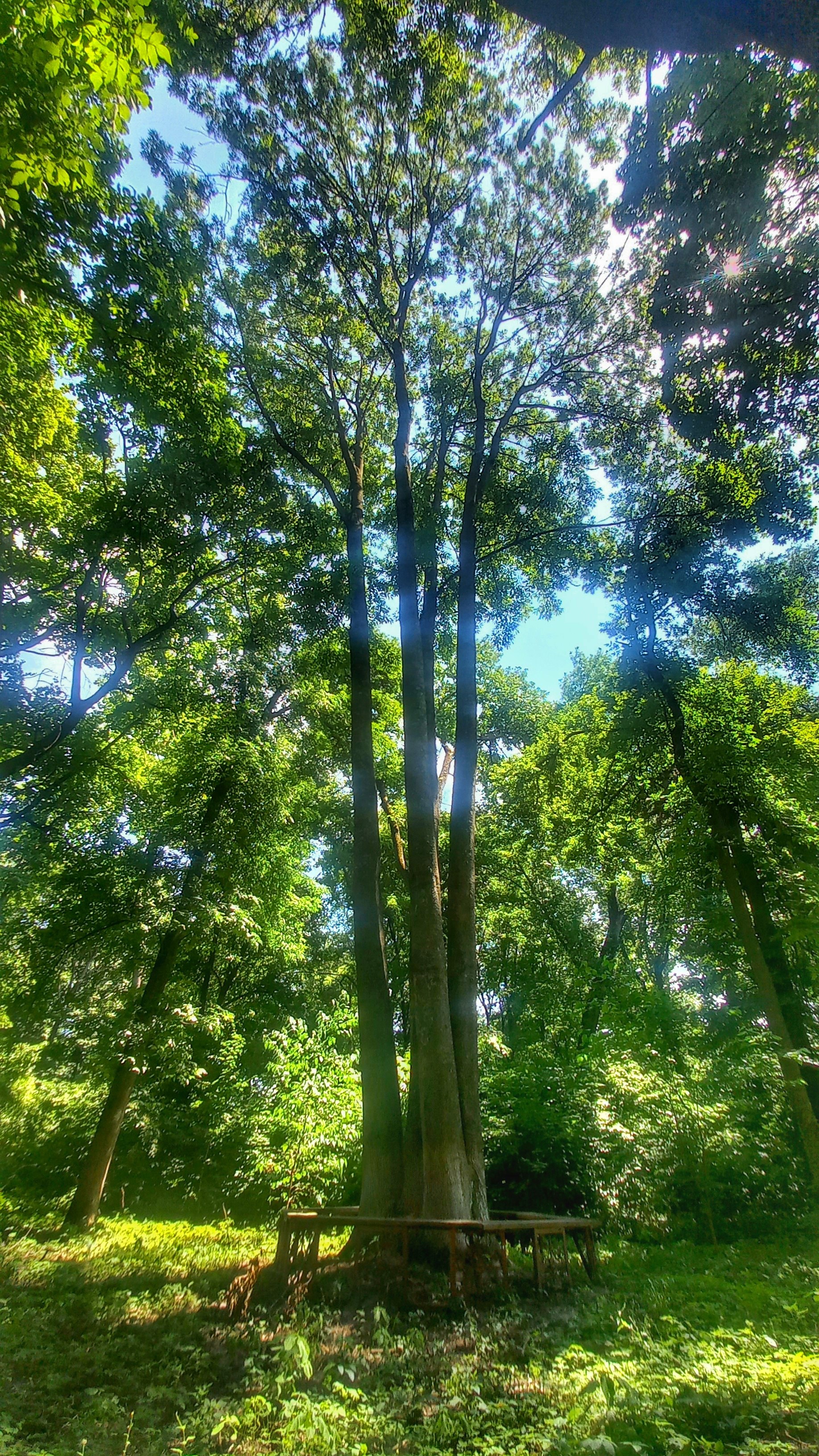
Ясен 4 Брати